# Titlo

Kyrill. d mit Titlo, kyrill. Zahlzeichen für 4

Das Titlo ist ein diakritisches Zeichen, das in altkyrillischen Texten benutzt wurde und heute noch im Kirchenslawischen Verwendung findet. Es wird als Zickzacklinie über einen Text gezeichnet. Normalerweise wird eine Zickzacklinie nach oben verwendet, manchmal wird auch eine nach unten gedrehte eckige Klammer benutzt.
Eine ihrer Bedeutungen war, kyrillische Zahlen von normalen Buchstaben zu unterscheiden. Es wurde auch als Abkürzungszeichen benutzt, wobei insbesondere sogenannte Nomina sacra, also beispielsweise die Bezeichnungen für Gott und Christus, auf diese Weise abgekürzt wurden. Außerdem wurde es als Korrektionszeichen benutzt, falls ein Buchstabe ausgelassen wurde und kein Platz mehr vorhanden ist, um es über die Stelle zu schreiben.

## Darstellung am Computer
In Unicode existiert nur ein vordefiniertes Zeichen mit Titlo, aber es gibt an Codeposition U+0483 ein kombinierendes diakritisches Zeichen Combining Cyrillic Titlo, mit dem jedes Zeichen (auch nichtkyrillische) mit einem Titlo kombiniert werden kann:
| Unicodenummer  | Zeichen (400 %) | Offizielle Bezeichnung                   | Beschreibung                        |   |
| -------------- | --------------- | ---------------------------------------- | ----------------------------------- | - |
| U+0483 (1155)  | ◌҃               | unbekannt                                | COMBINING CYRILLIC TITLO            | … |
| U+047C (1148)  | Ѽ               | CYRILLIC CAPITAL LETTER OMEGA WITH TITLO | …                                   |   |
| U+047D (1149)  | ѽ               | CYRILLIC SMALL LETTER OMEGA WITH TITLO   | …                                   |   |
| U+FE2E (65070) | ◌︮               | unbekannt                                | COMBINING CYRILLIC TITLO LEFT HALF  | … |
| U+FE2F (65071) | ◌︯               | unbekannt                                | COMBINING CYRILLIC TITLO RIGHT HALF | … |